# 리아데일의 대지에서

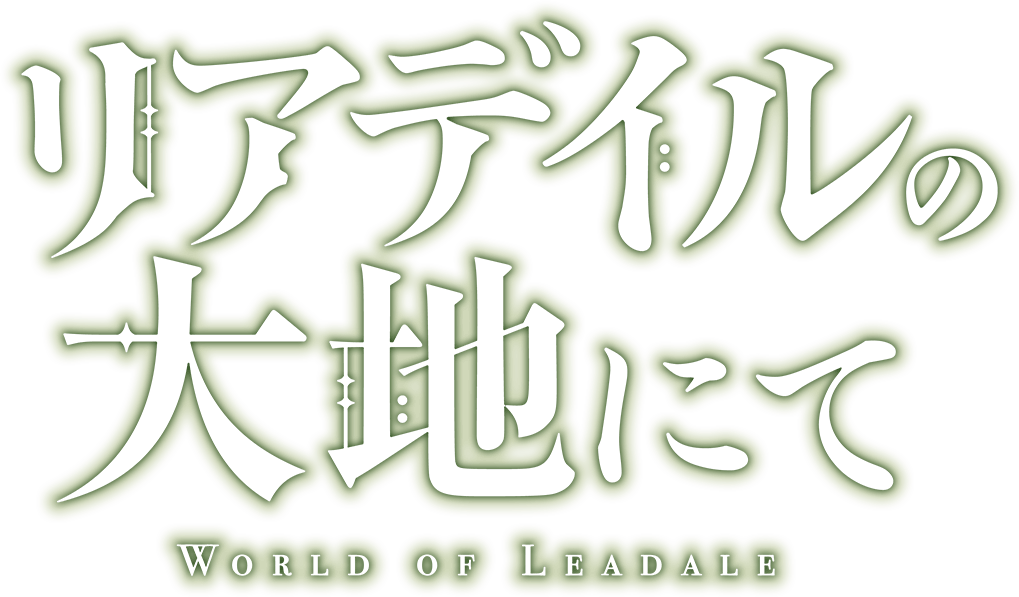

《리아데일의 대지에서》(일본어: リアデイルの大地にて)는 Ceez가 쓰고, 텐마소가 삽화를 그린 일본의 소설이다. 「소설가가 되자」에서 2010년 11월부터 2012년 12월까지 발간되었다. 애니메이션은 MAHO FILM에서 만들어 2022년 1월 5일부터 3월 23일까지 도쿄 MX 등에서 방영되었다.

## 줄거리
사고로 반신불수가 되어 병실에서 누워 있던 소녀 카가미 케이나는 VRMMORPG 리아데일 안에서 노는 날들을 보내고 있었다. 그러나 어느 때 눈을 뜨면, 그곳은 자신이 알고 있는 리아데일로부터 200년이 경과한 세계에서, 또 자신은 리아데일의 아바타인 케나가 되어 있었다. 로그아웃도, 운영에 연락도 못한 채 혼란스러워하는 케나는 병원이 정전되면서 생명유지장치가 정지되고 본인의 육체가 사망했다는 사실을 서포트AI로부터 통보받는다.

## 방영 목록
원작 만화와 마찬가지로, 애니메이션 역시 소제목이 'A와 B와 C와 D'(A, B, C, D는 임의의 낱말)의 형태로 되어 있다.
| 회차         | 제목                              | 방송 일자       |
| ------------ | --------------------------------- | --------------- |
| 1화          | 여관과 탑과 곰과 잔치             | 2022년 1월 5일  |
| 2화          | 부상자와 왕도와 자식들과 술래잡기 | 2022년 1월 12일 |
| 3화          | 딸과 투기장과 폭주와 어퍼컷       | 2022년 1월 19일 |
| 4화          | 아들과 싸움과 여행과 도적         | 2022년 1월 26일 |
| 5화          | 손자와 손녀와 증손녀와 성채       | 2022년 2월 2일  |
| 6화          | 록골렘과 두목과 해골과 요정       | 2022년 2월 9일  |
| 7화          | 곰 사냥과 왕녀와 목욕과 괴수      | 2022년 2월 16일 |
| 8화          | 전투와 승리와 대화와 정보         | 2022년 2월 23일 |
| 9화          | 재방문과 인어와 오해와 좀비       | 2022년 3월 2일  |
| 10화         | 집사와 유령선과 양자와 용궁성     | 2022년 3월 9일  |
| 11화         | 소개와 마차와 메이드와 이사       | 2022년 3월 16일 |
| 12화(최종화) | 이주와 건축과 비행과 대지         | 2022년 3월 23일 |